# Джон Волтер Крісті
Джон Во́лтер Крі́сті (англ. John Walter Christie, нар. 6 травня 1865, Рівередж, Нью-Джерсі — 11 січня 1944, Фолс-Черч, Вірджинія) — американський конструктор, інженер і винахідник. Запропонував концепцію швидкохідних танків. Розробив оригінальну систему підвіски, відому як «підвіска Крісті», яка пізніше використана у деяких конструкціях танків часів Другої світової війни, зокрема у радянських танках серій БТ і Т-34, британських Covenanter, Crusader, важкому танку Comet.
Створив колісно-гусеничний танк М.1919 масою 12,2 т, потужністю двигуна 120 к.с., швидкість 11 км/год, броня 6-25 мм, гармата 57 мм, кулемет 7,62, екіпаж 3 чол.

## Біографія
Вчився у вечірній школі в Купер Юніон, працював на металургійних заводах, потім вчився у безкоштовній школі робітників у Нью-Йорк Сіті. Пізніше працював інженером-консультантом на пароплавних лініях. Один з перших інженерних успіхів — патент на карусельний станок для обробки башт та інших деталей морських гармат.